# 더 웨이, 웨이 백
《더 웨이, 웨이 백》(영어: The Way, Way Back)은 2013년 공개된 미국의 성장 코미디 드라마 영화이다.

## 출연
- 리엄 제임스
- 스티브 커렐
- 토니 콜렛
- 샘 록웰
- 앨리슨 재니
- 애나소피아 롭
- 마이아 루돌프
- 롭 코드리
- 어맨다 피트
- 짐 래시
- 냇 팩슨
- 로버트 캐프런
- 조이 레빈
- 애덤 리글러
- 제이크 피킹

## 기타 제작진
- 총괄 제작: 냇 팩슨, 조지 파라, 지지 프리츠커, 짐 래시
- 공동 제작: 리베카 리보
- 배역: 앨리슨 존스
- 미술: 마크 리커
- 세트: 리나 디앤절로
- 의상: 미셸 매틀런드